# 박선덕
박선덕(1975년 6월 27일 ~ )은 판타지아부천 풋볼아카데미 의 감독이다.

## 개요
인천광역시 강화군 교동출생으로 유,청소년기 축구선수로 그라운드를 휘어잡고 돌아다니며 나이에 걸맞지 않은 대담하고 탁월한 축구 실력을 선보였다. 유,청소년기 축구를 빠른 스피드로 승부하였고 고등학교 졸업 후 1995년에 일본으로 건너가 축구를 배우고 공부하겠다는 일념으로 J3리그 후쿠시마 FC(현 후쿠시마 유나이티드 FC)에서 선수로 활약하였으며 한국으로 돌아와 K리그 축구선수로 활약 후 군입대하여 부사관으로 복무하기도 하였다 군 전역 후 다시 K리그 축구선수로 활약 2009년 은퇴 후 풋살 지도자교육을 통해 2014년~2020년 판타지아부천FS 프로풋살팀 감독으로 2020년까지 지도를 하였으며 대한축구협회 한국풋살연맹 주관 풋살코리아리그(FK리그) 1부리그 우승과 준우승 매년 1부리그 상위권을 실력을 유지하며 수비가 최고로 정평이 자자한 팀으로 지도하였음. 팀을 지도하며 대한민국 풋살국가대표 선수도 다수 배출시키며 풋살지도자의 명장이라고 칭송받기도 하였음. 이후 판타지아부천 풋볼아카데미 총 감독으로 유소년 지도자로 제2의 인생을 다시 시작하였으며 현재는 경기도 풋살연맹 기술이사와 부천시 축구협회 전무이사, 부천시 풋살연맹 전무이사 등 축구행정업무를 하면서 축구행정가로도 활동을하고있다.

### 판타지아 부천FS
박선덕 감독은 풋살에도 관심을 갖고 풋살 지도자 공부와 라이센스를 취득하고 2014-15시즌부터 한국풋살연맹 주관 FK리그 판타지아 부천FS의 감독을 맡게 되었으며 매년 3~4위 상위권의 성적을 기록하며 2016시즌에  FK리그 준우승과 FK컵 우승을 하며 우승 트로피를 들어올렸다. 2017-18 FK 슈퍼리그에서는 우승후보인 전주매그풋살클럽, 스타FS서울과 대등한 경기력을 펼치며 리그 3위라는 좋은 성적을 기록하였다. 하지만 2018-19시즌 구단에 재정 및 선수단의 어려움을 극복하고 2020년도 FK컵 우승하며 슈퍼리그에 잔류했다.

## 플레이 스타일
박선덕 감독의 지도 방식 및 팀 운영 전술은 선수들과 소통이 잘되는 팀을 만들며 선 수비 후 공격으로 탄탄한 수비 위주의 플레이를 선보이며  FK리그에서 수비가 제일 좋은 구단으로 정평이 나 있다.

## 경력 목록

### 지도자 경력
- 2010년 ~ 2020 경기도풋살연맹 경기도 대표 감독.
- 2012년 ~ 2017년 인천작동초등학교 축구 및 풋살 지도.
- 2014년 ~ 2020년 판타지아부천FS 감독.
- 2017년 ~ 현재 안양대학교평생교육원 풋살 지도교수.
- 2020년 ~ 현재 부천시 판타지아부천 풋볼아카데미  총 감독

## 수상내역

### 개인
- 2015 FK리그 우수 지도자상
- 2016 FK컵 최우수 지도자상
- 2020 FK컵 최우수 지도자상
- 2023 부천시 체육발전 공로 표창

### 감독
- 2015-16 FK리그 준우승
- 2016 FK컵 우승
- 2017-18 FK 슈퍼리그 3위(페어플레이상)
- 2018-19 FK 슈퍼리그 4위(페어플레이상)
- 2019-20 FK 슈퍼리그 3위(페어플레이상)
- 2020 FK컵 우승

## 그 외
- 2010년 ~ 현재 경기도풋살연맹 기술이사
- 2012년 ~ 2017년 인천작동초등학교 체육지도강사로 재직
- 2017년 ~ 현재 판타지아부천 풋볼아카데미 총 감독, 대표이사
- 2017년 ~ 현재 안양대학교 평생교육원 경찰행정학과 풋살 지도 교수
- 2019년 ~ 현재 부천시풋살연맹 전무이사
- 2020년 ~ 현재 부천시축구협회 전무이사
- 2021년 ~ 현재 공존 사회적 협동조합 이사장

| 전임 김태열 | 제3대 판타지아부천FS감독 2014-20 - 시즌 | 후임 (이정우) |